# Rapport signal sur bruit
Ne doit pas être confondu avec Signal / Bruit (bande dessinée).
En électronique, le rapport signal sur bruit (SNR, en anglais : signal-to-noise ratio) est le rapport des puissances entre la partie du signal qui représente une information et le reste, qui constitue un bruit de fond. Il est un indicateur de la qualité de la transmission d'une information. L'expression d'un rapport signal sur bruit se fonde implicitement sur le principe de superposition, qui pose que le signal total est la somme de ces deux composantes. Cette condition n'est vraie que si le phénomène concerné est linéaire.
Pour les essais et mesures, on recherche le rapport entre
- le signal électrique d'amplitude maximale pour laquelle la distorsion à la sortie reste inférieure à une valeur limite ;
- la modulation présente à la sortie du dispositif en l’absence d'un signal à l'entrée.

Il s'exprime dans ce cadre généralement en décibels (dB).
D'autres disciplines emploie l'expression rapport signal sur bruit par métonymie à des cas où il n'existe pas de certitude sur la nature de l'information que transporterait le phénomène qu'on étudie. Dans cet usage, la valeur obtenue dépend des hypothèses qu'on a formulées quant au signal et au bruit.

## Définition des grandeurs

### Niveau du signal
Le niveau maximal d'un signal est limité par les capacités techniques du dispositif utilisé. Quand ces limites sont atteintes, les signaux sont transmis avec une déformation involontaire appelée distorsion, qui croît progressivement. On définit le niveau maximal en spécifiant la distorsion maximale admissible.
Pour définir le niveau maximum d'un amplificateur audio, un document indique le niveau maximal mesuré sur une charge résistive de 8 ohms est 25 V efficaces (distorsion harmonique totale < 1 % ).
Ces précisions indiquent les conditions de mesure (une charge résistive). Dans un amplificateur, la valeur de la distorsion harmonique augmente progressivement à la surcharge, la valeur choisie est supérieure à celle attendue en fonctionnement normal, tout en restant suffisamment faible.
Dans la même configuration, on mesure la valeur efficace à la sortie, lorsque l'entrée est en court-circuit. Si cette valeur est 2,5 mV efficaces, le rapport signal sur bruit est de 10 000, généralement exprimé en décibels : 80 dB.
La caractérisation d'un amplificateur exige également plusieurs autres valeurs que le rapport S/N.
On peut améliorer le rapport signal sur bruit d'un dispositif en augmentant la valeur maximale du signal. Cependant, souvent, à partir d'un certain point, les mesures prises pour augmenter la valeur maximale se répercutent aussi sur le bruit de fond du signal.

### Bruit de fond
Le bruit a une origine interne ou externe au dispositif :
- les sources internes sont souvent dues à des phénomènes microscopiques aléatoires, rencontrés en particulier lors de l'amplification électronique d'un signal : bruit thermique, bruit grenaille, bruit de scintillation (« bruit flicker »), bruit en créneaux, bruit d'avalanche ;
- les sources externes sont des perturbations existant en dehors du dispositif et qui y pénètrent soit par défaut d'isolation (voir Compatibilité électromagnétique) soit parce qu'il n'est pas possible de s'en isoler (transmission en milieu ouvert).

### Bruit de quantification dans les signaux numériques
La quantification est l'opération qui réduit le nombre de valeurs possibles pour le signal.
- la conversion analogique-numérique (conversion A/D) transforme un signal analogique, avec une infinité de valeurs possibles, en une suite de nombres pris dans une collection de valeurs possibles :
  - avec codage linéaire en nombres entiers sur 16 bits, 65 536 valeurs sont possibles, régulièrement espacées (cas du disque compact),
  - avec codage Loi A sur 8 bits, 256 valeurs sont possibles, d'autant plus espacées qu'elles sont grandes (cas de la téléphonie fixe). La conversion du premier cité dans le deuxième est aussi une quantification ;
- la quantification d'un code numérique en virgule flottante sur 32 bits, IEEE 754 simple précision, utilisé dans les calculs internes d'un DSP en codage par nombres entiers sur 16 bits, réduit le nombre de valeurs possibles de 4 278 190 079 à 65 536[a].

La quantification décompose le signal en deux parties :
- une valeur arrondie à l'une de celles possibles dans le code numérique, qui constitue le signal numérique ;
- le reste, qui est l'erreur de quantification, qu'on abandonne.

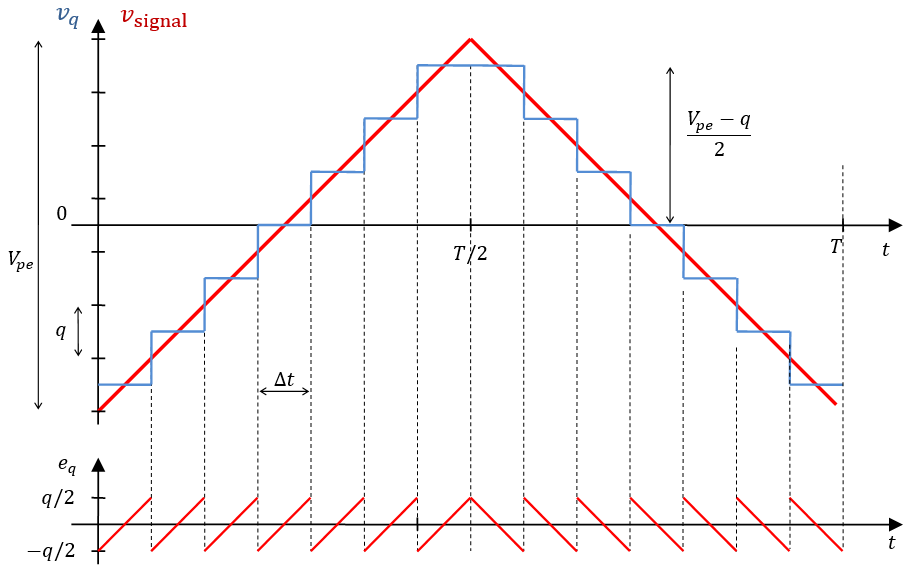
Représentation d'un signal triangulaire quantifié.

L'erreur de quantification est au plus égale à un demi-échelon de quantification ; elle n'est pas constante ni aléatoire, elle dépend du signal. Pour les signaux forts, cette corrélation peut se négliger ; c'est pourquoi on parle de bruit de quantification.
Le rapport signal sur bruit {\displaystyle S/N} dans un canal de transmission numérique est le rapport entre la valeur efficace du signal sinusoïdal d'amplitude maximale représentable dans le code numérique et la valeur efficace du bruit de fond. Il se présente généralement comme le rapport de puissance exprimé en décibels, il est sera noté {\displaystyle (S/N)_{\mathrm {dB} }}. Le bruit de quantification est le bruit de fond minimum, le rapport signal sur bruit est alors au plus égal à :
{\displaystyle S/N={\frac {V_{\mathrm {signal} }}{V_{\mathrm {bruit} }}}={\sqrt {\frac {3}{2}}}2^{n}} soit en décibels {\displaystyle (S/N)_{\mathrm {dB} }=20\log(S/N)\simeq 6{,}02\ n+1{,}76}.
On obtient 98 dB pour 16 bits et 6 dB de plus par bit de résolution supplémentaire. Il s'agit d'une limite absolue.
Pour les signaux de faible niveau, la corrélation de l'erreur de quantification peut se décrire comme une distorsion. Pour la traiter, on ajoute, s'il n'en existe pas déjà suffisamment, un faible signal aléatoire au signal utile avant quantification. Cette opération s'appelle dithering (agitation, hésitation). Elle ajoute environ 3 dB au bruit de fond. Le niveau de bruit optimal est supérieur au niveau de bruit de fond minimal théorique (phénomène de résonance stochastique). 
Dans la suite de la chaîne de traitement du signal, le niveau de bruit ne peut qu'augmenter.

## Amélioration du rapport signal sur bruit

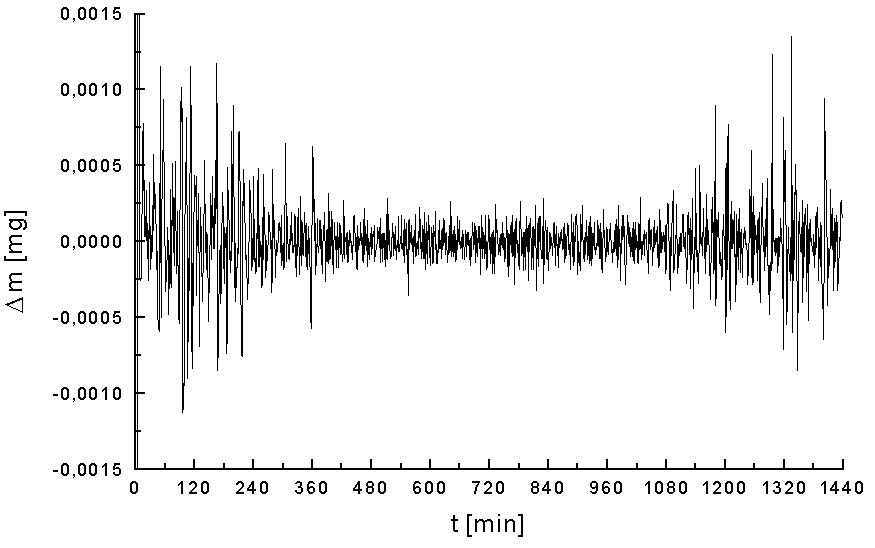
Enregistrement de bruit de mesure d'un appareil d'analyse thermogravimétrique mal isolé mécaniquement : le milieu de la courbe montre une baisse du bruit due à la faible activité humaine environnante la nuit.

Les méthodes classiques pour améliorer le rapport signal à bruit sont :
- optimiser les processus internes pour réduire les sources de bruit (valeurs et nombre des composants, dessin des circuits) ;
- limiter la bande passante strictement à la bande utile par un filtrage électronique ou optique  (selon un adage « ouvrir la fenêtre, c'est laisser entrer la poussière ») ; dans le cas d'un signal stocké et/ou transmis de manière analogique, on peut augmenter les signaux faibles sans toucher aux signaux forts, pour ne pas provoquer de saturation, par l'opération de compression[b] ; lors de la restitution, on applique l'opération inverse, l'expansion, ce qui « écrase » le bruit de fond ; c'est par exemple la méthode utilisée par le procédé Dolby NR ;
- diminuer la température pour diminuer le bruit thermique ;
- réduire les perturbations extérieures par blindage électromagnétique, ou tout autre procédé :
  - en astronomie, les télescopes sont placés loin des villes et de leur pollution lumineuse ; les phénomènes périphériques au Soleil sont visibles lorsque le Soleil est masqué par une éclipse,
  - pour les clichés de diffraction sur monocristaux (clichés de Laue avec des rayons X ou bien clichés de diffraction en microscopie électronique en transmission), on cache la tache centrale (on empêche sa formation en interposant un masque) pour permettre de voir les taches périphériques ;
- lorsqu'on peut caractériser le signal, des procédés de traitement du signal comme le Filtre de Kalman permettent de sélectionner les informations pertinentes.

## Conséquences du rapport signal sur bruit

### Quantité d'information
Dans le domaine des télécommunications, la relation de Shannon permet de calculer le nombre maximal d'états (valence) d'un système
où S est le niveau du signal et N est le niveau du bruit supposé gaussien et additif, et par voie de conséquence, avec une bande passante B le débit d'information maximal en bits par seconde :

### Densité spectrale de rapport signal sur bruit
On peut effectuer une analyse spectrale du rapport signal-sur-bruit. On envisage alors la largeur de bande de la mesure de la puissance. Comme le bruit, contrairement au signal d'essai, n'est pas limité à une fréquence bien définie, une bande d'analyse plus large donne inévitablement une puissance supérieure. La largeur de bande d'un récepteur n'est pas nécessairement uniforme — dans une analyse spectrale, l'échelle des fréquences est souvent logarithmique. Pour comparer des performances, il faut parfois rapporter le signal à la densité spectrale de bruit.
En transmission satellite, la densité du signal-à-bruit C/N0 (carrier to noise) s'exprime en dB-Hz. C est la puissance de la porteuse qu'on exprime en décibels relatifs à 1 W ou  à 1 mW, N0, la densité de puissance du bruit exprimé en décibels avec la même référence, par unité de fréquence. Un récepteur GPS peut afficher des C/N0 entre 37  et   45 dB-Hz, selon la puissance de réception des signaux (traversée des couches atmosphériques, perturbations ambiantes), du gain de l'antenne de réception et des composants du récepteur.

## Généralisation du concept
Le concept de rapport signal sur bruit s'emploie dans toutes sortes de contextes, sans rapport nécessaire avec l'électronique, et même pour définir l'existence d'un signal inconnu dans un flux d'informations, dès lors qu'on dispose d'un modèle mathématique pour le bruit. Si la répartition statistique de l'information diffère nettement du modèle, il faut lui supposer d'autres causes que celles prévues dans celui-ci. Ces autres causes sont alors l'objet de l'étude, c'est-à-dire le signal.
On parle ainsi de rapport signal sur bruit pour exprimer, par exemple, la probabilité de signaux faibles. La détection d'un signal dont le niveau est égal à l'écart-type σ du bruit supposé bruit gaussien est peu sûre ; à 3 σ, la probabilité que le signal détecté soit un bruit est d'environ 1 %.
La généralisation du concept se heurte à la difficulté de définir, d'une façon générale, ce qu'est le signal.

### Image
Pour définir la façon dont le bruit affecte l'image, on produit ou on reproduit des plages uniformes. La variation du signal sur une plage définit le bruit qui affecte l'image. Sur cette plage, la luminance ou une grandeur qui lui est proportionnelle définit le niveau nominal.
Pour définir un rapport signal sur bruit qui ressemble à celui de l'électronique, on  postule arbitrairement que la « puissance » est proportionnelle au carré de cette grandeur. La puissance du bruit est, elle, définie comme en électronique par la variation autour de la valeur nominale. Le rapport signal sur bruit est le rapport de cette « puissance » de l'image à celle du bruit. Exprimé en décibels, le rapport signal sur bruit est systématiquement supérieur d'un facteur 2√2 (9 dB) à ce qu'il serait en électronique. On augmente encore ce « rapport signal sur bruit » en prenant pour base le niveau maximal de l'image, pour obtenir le PSNR (Peak Signal to Noise Ratio).
Dans le cas idéal d'un signal de très bonne qualité, où le bruit photonique et le bruit électronique sont négligeables, la quantification linéaire sur n bits aboutit à
{\displaystyle PSNR_{\mathrm {dB} }\simeq 6{,}02\,n+10{,}76}.
Il faut pour aboutir à ce cas idéal, que chaque site du capteur reçoive un nombre minimal de photons. L'arrivée aléatoire de ces particules cause un bruit de grenaille. Un règle empirique indique qu'en dessous de mille photons, le bruit photonique est perceptible dans des images simples à faible contraste. En microscopie, en astronomie, ou avec des temps d'exposition faibles, cette limite peut être atteinte ou franchie.
Sauf pour les images RAW, le codage du signal image subit une quantification non linéaire, avec un gamma. Cette transformation conserve le PSNR, calculé sur les deux extrémités de la courbe, mais il ne représente plus le rapport entre deux échelons consécutif dans la zone utile de la courbe, proche du maximum. L'encodage du signal inclut aussi une compression numérique avec pertes qui augmente fortement le PSNR.